# Supercoppa del Belgio 1980
La Supercoppa del Belgio 1980 (in francese Supercoupe de Belgique, in fiammingo Belgische Supercup) è stata la 2ª edizione della Supercoppa del Belgio di calcio.
La partita fu disputata dal Club Bruges, vincitore del campionato, e dal KSK Beveren, finalista della coppa.
L'incontro si giocò il 1º agosto 1980 nello Stadio Jan Breydel di Bruges e vinse il Club Bruges, al suo primo titolo ai tiri di rigore, dopo che finì 1-1 alla fine dei tempi supplementari.

## Tabellino
| Bruges 1º agosto 1980                                                                        | Club Bruges          | 1 – 1 (d.t.s.)                                                              | KSK Beveren | Stadio Jan Breydel |
| \| \| \| \| \| Ceulemans ?’ \| Marcatori \| ?’ De Cubber \| \| \| Tiri di rigore 4 – 3 \| \| |                      |                                                                             |             |                    |
|                                                                                              |                      |                                                                             |             |                    |
| Ceulemans ?’                                                                                 | Marcatori            | ?’ De Cubber                                                                |             |                    |
| Segnato · Sbagliato · Sbagliato · Segnato · Sbagliato · Segnato · Segnato                    | Tiri di rigore 4 – 3 | Segnato · Sbagliato · Sbagliato · Sbagliato · Segnato · Segnato · Sbagliato |             |                    |